# Ilustración oscura

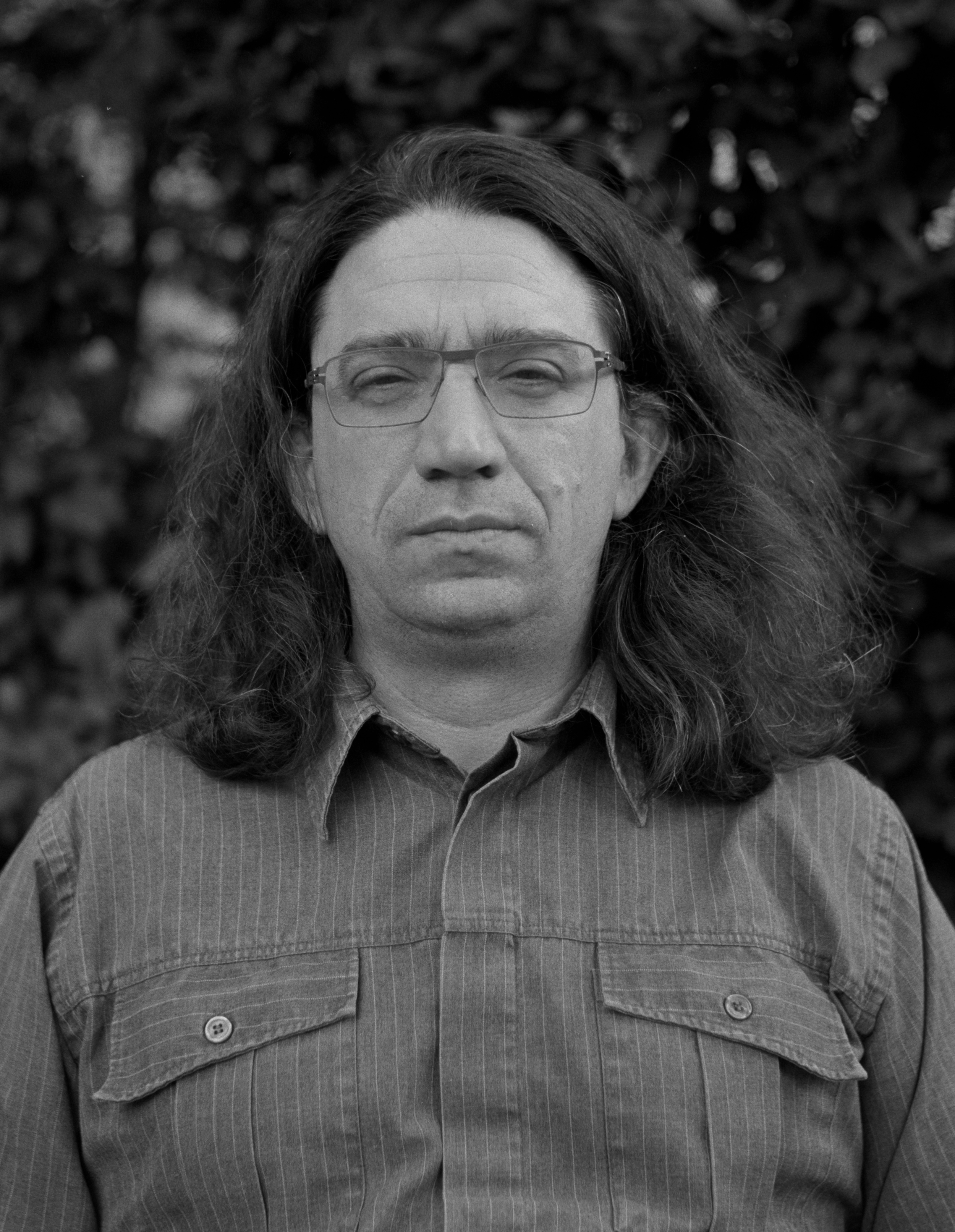
Curtis Yarvin.

La ilustración oscura, o el movimiento neorreaccionario, también conocido simplemente como neorreacción y abreviado NRx por sus defensores, es un movimiento de extrema derecha, antidemocrático, reaccionario y tradicionalista que se considera a sí mismo como la antítesis de la Ilustración.  En general, rechaza el igualitarismo y la opinión de que la historia muestra un progreso inevitable hacia una mayor libertad e iluminación, por lo que es en parte una reacción contra la historiografía liberal y marxista. El movimiento favorece el retorno a construcciones sociales y formas monárquicas de gobierno propias del Antiguo Régimen (como el cameralismo) y la Edad Media (como el feudalismo). Sus defensores en general también apoyan puntos de vista socialmente conservadores sobre temas como los roles de género, las relaciones raciales y la migración.
Los neorreaccionarios tienen la influencia de filósofos como Thomas Carlyle, Julius Evola y Hans-Hermann Hoppe. Además del científico informático estadounidense Curtis Yarvin, y del escritor y filósofo inglés Nick Land, entre otras voces destacadas de NRx se incluyen el "monárquico transhumanista Michael Anissimov, el anarcoliberal católico Bryce Laliberte, el artista post-libertario Jim y los satiristas sarcásticos de Radish.
La ilustración oscura ha sido descrita como una escuela de pensamiento temprana de la derecha alternativa. Algunos críticos también han calificado al movimiento como "neofascista".

## Resumen de ideas centrales
Parte del ímpetu para el movimiento neorreaccionario proviene de libertarios como Peter Thiel, como lo indica el ensayo de Nick Land The Dark Enlightenment, que observó cómo los pensadores libertarios en una discusión de Cato Unbound en abril de 2009 expresaron su escepticismo sobre la compatibilidad de la libertad y la democracia. El sistema preferido de Yarvin, llamado neocameralismo por el sistema de cameralismo prusiano de Federico Guillermo I de Prusia, es un sistema en el cual una empresa es propietaria del país, que está estructurada como una sociedad anónima dividida en acciones y dirigida por un CEO para maximizar el beneficio. Peter Thiel y Patri Friedman han respaldado al Seasteading Institute como una forma posible de construir feudos libres de leyes y regulaciones externas.
El neorreaccionario Michael Perilloux proponía que el presidente Donald Trump tomase más poder al cancelar la Constitución de los Estados Unidos, declarase la ley marcial y reemplace el gobierno por la Organización Trump. De manera similar, la ingeniera de Google Justine Tunney hizo circular una petición para designar al presidente de Google, Eric Schmidt, como CEO de América. Algunos futuristas neorreaccionarios se centran más en el uso de la tecnología para derrotar al Estado, por ejemplo, a través del aceleracionismo transhumanista en el que los pocos elegidos se liberan de los lazos del Estado al evolucionar hacia híbridos superinteligentes humano-computadora. Un defensor de tales ideas es Michael Anissimov, un defensor de la eugenesia, quien, en palabras de Mark O'Connell, en los últimos años básicamente ha abanderado la singularidad supremacista blanca y se ha convertido en una especie de paria del movimiento transhumanista. Rechazando la idea de que todos los humanos son creados iguales, Anissimov cree que ya existen disparidades en la inteligencia entre las razas existentes y que las tecnologías transhumanas crearán más disparidades en el poder. Afirma que los sistemas aristocráticos son más estables financieramente y menos despilfarradores que los sistemas democráticos o comunistas.

## Historia y etimología
Dylan Matthews argumenta que la reacción neurológica se basa en argumentos racistas, tradicionalistas y aislacionistas del paleoconservadurismo, así como en la creencia de los paleoconservadores de que la corriente principal está tratando de aplastarlos. Las diferencias entre los dos movimientos son que los paleoconservadores son más religiosos y tienen más fe en la Constitución de los Estados Unidos y en los ideales republicanos en general. Rick Searle dibuja paralelos entre los neorreaccionarios y las figuras de finales del siglo XIX como Friedrich Nietzsche, Fyodor Dostoyevsky, Charles Maurras y Vilfredo Pareto. George Orwell también usó el término "neoreaccionario" en una columna As I Please para Tribune en 1943.
En 2007 y 2008, Curtis Yarvin, escribiendo bajo el seudónimo de Mencius Moldbug, articuló lo que se convertiría en el pensamiento de la iluminación oscura. Las teorías de Yarvin fueron más tarde el tema de Nick Land, quien primero acuñó el término "iluminación oscura" en su ensayo del mismo nombre. El término "iluminación oscura" es un juego de palabras entre el conocimiento supuestamente adquirido en la Ilustración y el conocimiento supuestamente perdido durante los Años oscuros.
 Según Land: "Donde la ilustración progresista ve ideales políticos, la ilustración oscura ve apetitos", en la opinión de que la tendencia del poder soberano (en las democracias) es devorar a la sociedad.
Yarvin originalmente había llamado formalismo a su ideología (un término inspirado en el formalismo jurídico), pero Arnold Kling usó el término "Los Neorreaccionarios" como un sustantivo en julio de 2010 para describir a Moldbug y sus compañeros, y el término fue rápidamente adoptado por la subcultura. Según Adam Riggio, el embrión del movimiento neorreaccionario vivió en las páginas de la comunidad de LessWrong. Social Matter es una importante publicación en línea y una máquina de pensamiento para la neorreacción.
Los neorreaccionarios a menudo han rechazado las solicitudes de entrevistas de los periodistas, explicando que los periodistas, como fabricantes de consensos, son su enemigo mortal. Cuando la reportera de asuntos políticos de The Atlantic, Rosie Gray, intentó entrevistar a los líderes neorreaccionarios, Yarvin sugirió que en cambio "hablara directamente con mi líder de célula / vocero", una referencia sarcástica a los rumores ampliamente difundidos pero no confirmados de que Yarvin tenía vínculos con el estratega jefe de la Casa Blanca, Steve Bannon. Mientras Nick B. Steves le dijo que no estaba preparada para escribir sobre la neoreacción porque "las personas de 115 de IQ generalmente no están bien equipadas para hacer resúmenes sobre personas de 160 de IQ".
Los escritos neorreaccionarios, particularmente los de Yarvin y Land, a veces son vistos como verbosos, densos, discursivos, distantes y "vanguardistas" así como inaccesibles y automarginadores.
Ryan Summers escribió que el imaginario neorreaccionario suele incorporar ideas hiper-masculinas de los hombres, como tanques, naves espaciales, dioses griegos y soldados con armas de fuego.

## Relación con la derecha alternativa
Algunos consideran a la ilustración oscura como una escuela de pensamiento temprana de la derecha alternativa, o como su rama de mentalidad más teórica. En particular, un filósofo con ideas de landianas, Jason Reza Jorjani, cofundó AltRight.com y habló en la conferencia del 2016 del Instituto de Política Nacional dirigido por el supremacista blanco Richard Spencer. Algunos críticos también han calificado a la ilustración oscura como "neofascista" o como "una aceleración del capitalismo a un punto fascista", aunque Land sostiene que esto es inexacto porque el fascismo "es un movimiento de masas anticapitalista". Land asegura:

NRx no cree que la derecha alternativa (en América) sea muy seria. Es una filosofía esencialmente anti-angloamericana, en su núcleo (duginista), que pone un techo firme a su potencial. En cambio, el análisis de NRx es que la edad de las masas prácticamente ha terminado. Los movimientos populistas enojados son parte de lo que está quedando atrás, más que de lo que se está aproximando hacia Belén para nacer.

James Kirchick señala que aunque los pensadores neorreaccionarios desdeñan a las masas y afirman despreciar al populismo y al pueblo en general, lo que los une al resto de la derecha es su elemento desacomplejadamente racista, su misantropía compartida y su resentimiento por la mala gestión de las élites gobernantes. Duesterberg observa: "Por regla general, la derecha alternativa está dispersa, anónima y oscura; prospera, como lo muestra la curiosa metáfora, en los 'rincones oscuros de Internet'. Por el contrario, la neoreacción es centralizada y pública: la oscuridad iluminada".

## Críticas
Una crítica de la neorreacción es que su evaluación pesimista de los resultados del progresismo desecha muchos avances que se han hecho, incluidos mayores derechos para las mujeres, las minorías raciales y los homosexuales; mayor seguridad para ancianos y desempleados; mayor acceso a la atención de salud por parte de los pobres; la disminución de la pobreza mundial, mejora la calidad del aire; mayor tolerancia religiosa e integración racial; menores tasas de criminalidad; y una ausencia de guerras mundiales desde 1945. Señalan a la cultura de Londres, cuya población es 40 por ciento no blanca; y el alto nivel de vida y la paz continental en la Unión Europea. Otra crítica es que los patrones de fabricación globales limitan la independencia económica que los estados soberanos pueden tener uno del otro.
Algunos de los críticos que sintieron que la evaluación pesimista de la ilustración oscura no contaba con el respaldo de los datos económicos formaron la «ilustración gris».
Ryan T. Summers observa: "En su mayor parte, los neorreaccionarios no enfatizan las opiniones antisemitas como otras contrapartes de la derecha alternativa".